# Nederlandse Taalunie
La Nederlandse Taalunie /ˈneˑɪ̯dərˌlɑntse ˌta:lˈʔy:ni:/ (unione linguistica olandese) è stata creata con la firma del trattato di unione linguistica, nel 1980, da parte dei Paesi Bassi e delle Fiandre (Belgio) con lo scopo di una collaborazione nell'ambito della promozione della lingua olandese, dell'insegnamento in nederlandese e della cultura legata a questa lingua. Dal 12 gennaio 2005 il Suriname è il terzo membro dell'Unione. Aruba, Curaçao e Sint Maarten sono candidati per l'appartenenza all'Unione.

## Il nederlandese standard
Il nederlandese standard (in nederlandese Standaardnederlands) è la lingua standard insegnata nelle scuole e utilizzata dal governo nei Paesi Bassi, nelle Fiandre, in Suriname e nei Caraibi olandesi. L'Unione della lingua nederlandese stabilisce le norme che regolano il nederlandese standard. È chiamato anche Algemeen Nederlands (lett. "nederlandese comune", spesso abbreviato in AN), termine che in origine era Algemeen Beschaafd Nederlands ("nederlandese civile comune", abbreviato in ABN), ma la parola "Beschaafd" ("civile", "civilizzato", "educato"), considerata discriminatoria nei confronti di chi parlava un dialetto o con un accento, è stata in seguito rimossa.

## IlGroene Boekje

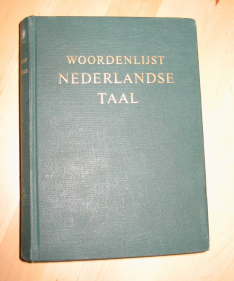
Un Groene Boekje del 1954

L'Unione linguistica si occupa fra l'altro dell'ortografia e pubblica per questo scopo il cosiddetto Groene Boekje (/ˈɣru:nə ˈbu:kjə/, "libretto verde"), detto così a causa del caratteristico colore della copertina. Si tratta della Lista delle parole della lingua nederlandese (Woordenlijst Nederlandse Taal), una sorta di vocabolario che fornisce le informazioni ortografiche e grammaticali relative al lessico senza però dare le definizioni delle parole.
L'ultima edizione risale al 2005, la quale presenta nuove norme controverse che non sono state accettate unanimemente anche per il fatto che alcune regole riformate nella penultima edizione risalente al 1996 sono state cambiate di nuovo. Nel dicembre 2005, la maggior parte dei media olandesi ha annunciato un boicottaggio della nuova normativa e nell'agosto 2006 gli stessi hanno pubblicato autonomamente un Witte Boekje ("libretto bianco") che si discosta leggermente dalla normativa ufficiale. Al momento le due normative sono entrambe in uso e questo talvolta confonde la gente; il libro "verde" è usato nella scuola e nei contesti ufficiali, quello "bianco" invece da giornali e riviste e nella televisione.
In Belgio, al contrario, la nuova edizione del Groene Boekje è stata accettata senza troppi problemi.

## L'unione linguistica
Stati membri
     Zone non nederlandese in stati membri
     Legami particolari con l'Unione
     Altre zone in cui si parla il nederlandese (o l'afrikaans).

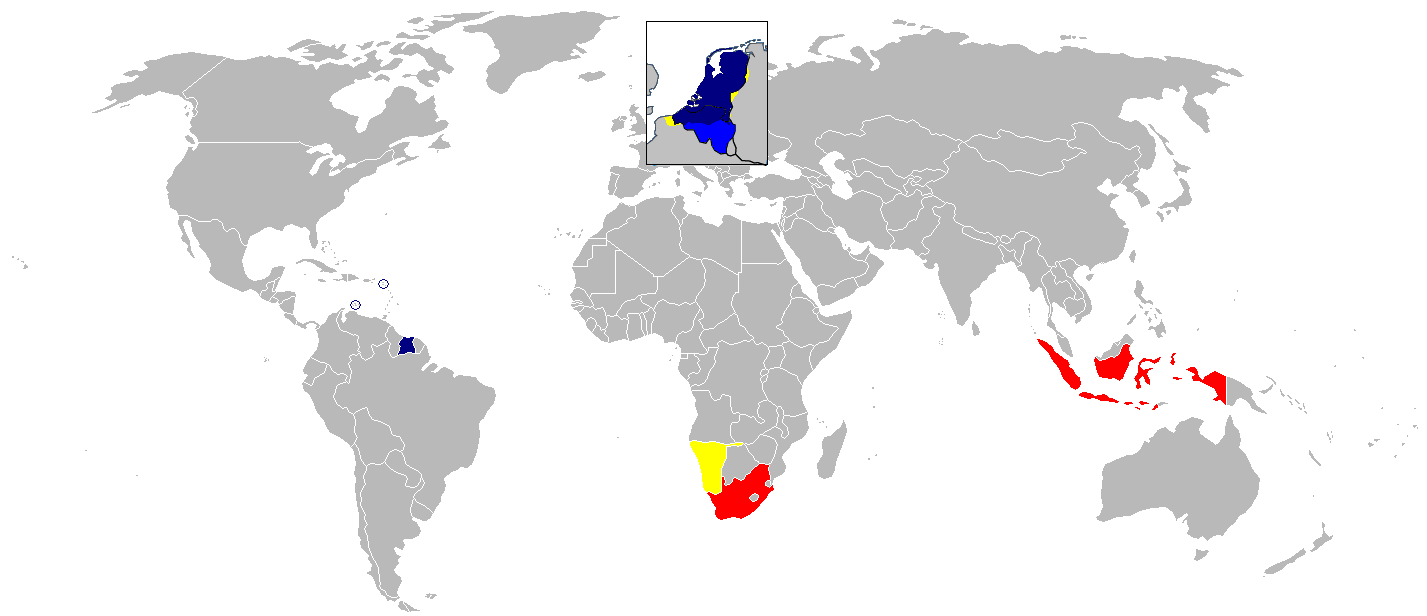
Nederlandse Taalunie:
Stati membri
Zone non nederlandese in stati membri
Altre zone in cui si parla il nederlandese (o l'afrikaans).

Gli scopi della Nederlandse Taalunie sono:
- l'introduzione di un'ortografia comune nei tre paesi
- lo sviluppo in comune di strumenti di lavoro durevoli, come opere di riferimento
- la condivisione della conoscenza teorica e dell'esperienza relative all'insegnamento in olandese
- la formazione degli insegnanti di olandese e dei traduttori letterari
- la politica linguistica nell'Unione Europea

L'Unione sostiene inoltre l'insegnamento del nederlandese nell'Ovest della Germania, nel Belgio non nederlandofono e nel nord della Francia. L'Unione si sforza di stabilire uno stretto legame con il Sudafrica, sebbene non sia membro, a causa dell'alto numero di abitanti che parla la lingua afrikaans, ed inoltre con la Namibia, poiché l'afrikaans è la madrelingua più diffusa in questo Paese, che pure non è membro. L'Unione ha inoltre un legame particolare con l'Indonesia, in cui l'olandese è ancora una lingua ben conosciuta. L'Unione non ha membri osservatori come ne hanno di frequente altre organizzazioni linguistiche.

## Trattato dell'Unione linguistica
Il titolo ufficiale del trattato dell'Unione linguistica firmato a Bruxelles il 9 settembre 1980 è:
Trattato fra il regno del Belgio e il regno dei Paesi Bassi relativo all'Unione linguistica nederlandese
Il trattato definisce inoltre l'obiettivo dell'Unione:
L'Unione linguistica ha per obiettivo l'integrazione dei Paesi Bassi e della comunità nederlandofona del Belgio nell'ambito della lingua e della letteratura nederlandese nel senso più vasto
L'Unione linguistica, in quanto organismo intergovernativo, non ha simili e non esiste in Europa nessuna istituzione cui possa essere paragonata.

## Nuove adesioni dal 1980

### Suriname, ex Antille Olandesi e Aruba
Il 12 dicembre 2003, a Bruxelles, Medy van der Laan, segretario di Stato olandese per la cultura e il ministro dell'istruzione surinamese Walter Sandriman hanno firmato un accordo di associazione. Con la ratificazione dell'atto da parte del parlamento surinamese, nel dicembre 2004, il Suriname è diventato ufficialmente terzo membro dell'Unione linguistica.
Nel 2007 e nel 2011 sono state presi con le ex Antille Olandesi e con Aruba degli accordi per l'adesione all'Unione.

## Premio della letteratura olandese
Fra le competenze dell'Unione vi è, a partire dal 1986, l'attribuzione del Premio della letteratura nederlandese (Prijs der Nederlandse Letteren). Questa onorificenza, che esiste dal 1956, premia ogni tre anni un'opera originale in olandese di prosa o poesia. Il comitato dei ministri a capo dell'Unione linguistica nomina la commissione indipendente incaricata di attribuire il premio.

## Storia della letteratura
Il 23 febbraio 2006, la prima parte (Medioevo) e l'ultima parte (1945-2005) della nuova Geschiedenis van de Nederlandse literatuur ("storia della letteratura olandese") in nove volumi, redatta con gli auspici dell'Unione linguistica, sono stati offerti nella Chiesa Grande di Breda alle allora principesse Máxima dei Paesi Bassi e Mathilde del Belgio, oggi entrambe regine.